# اینپیئونگ-دونگ
اینپیئونگ-دونگ (به لاتین: Inpyeong-dong) یک منطقهٔ مسکونی در کره جنوبی است که در تونگیئونگ واقع شده‌است.